# الخلافة (مسلسل)
الخلافة (بالإنجليزية: Succession)‏ هو مسلسل درامي وكوميديا سوداء   ساخرة أمريكي من تأليف جيسي أرمسترونغ. عُرض لأول مرة في 3 يونيو 2018، على إتش بي أو. تدور أحداثه حول عائلة روي، المالكة لـوايستار رويكو، وهي شركة عالمية لوسائل الإعلام والترفيه، والذين يقاتلون من أجل السيطرة على الشركة وسط حالة من عدم اليقين بشأن صحة رب الأسرة، لوجان روي. بدأ عرض الموسم الرابع والأخير في 26 مارس 2023. 
من بين الممثلين في المسلسل، جيرمي سترونغ في دور كيندال، وكيران كولكين في دور رومان، وسارة سنوك في دور شيفون "شيف"، وأطفال لوغان العاملين في الشركة. ماثيو ماكفادين يلعب دور توم وامسغانغس، زوج شيف والمدير التنفيذي في وايستار؛ نيكولاس براون يلعب دور جريج هيرش، حفيد لوغان الذي يعمل أيضًا في الشركة؛ ألان راك بدور كونور، الابن الأكبر للوغان؛ وهيام عباس في دور مارسيا روي، زوجة لوغان. كما لعب كل من بيتر فريدمان وناتالي جولد وروب يانغ دور البطولة، بينما ظهر داجمارا دوميتشيك وأريان مؤيد وجيه سميث كاميرون وجوستين لوبي وديفيد راش وفيشر ستيفنز وألكسندر سكارسجارد في أدوار متكررة قبل ترقيتهم إلى فريق التمثيل الرئيسي.

## القصة
يتبع المسلسل عائلة روي، ملاك التكتل الإعلامي الترفيهي "وايستار رويكو". يشهد رب الأسرة لوغان روي تدهوراً في صحته. أطفاله الأربعة - الابن الأكبر المنفصل عنه كونور، وكيندال المتعطش للسلطة، ورومان غير مهم، والخبيرة السياسية شيف - كلهم يبدأون في الاستعداد للمستقبل دون والدهم، ويبدأ كل منهم في التنافس على كرسي القيادة.

## طاقم التمثيل
أبناء لوغان الذين يعملون في الشركة:
- جيريمي سترونج في دور كيندال
- كيران كولكين في دور رومان
- وسارة سنوك في دور شيفون "شيف"

الشخصيات الثانوية:
- ماثيو ماكفادين في دور توم توم وامسغانغس زوج شيف.
- نيكولاس براون بدور جريج هيرش، ابن اخ لوغان وهو يعمل أيضًا في الشركة
- آلان روك بدور كونور، الابن الأكبر للوغان
- هيام عباس في دور مارسيا روي، زوجة لوغان.

تضم السلسلة أيضًا بيتر فريدمان وناتالي غولد وروب يانغ ، مع داغمارا دوميتشيك وأريان مؤيد وجيه سميث كاميرون في أدوار متكررة، قبل ترقيتهم إلى فريق التمثيل الرئيسي.

## الحلقات
| الموسم | الحلقات | الحلقات | الأصلي         | الأصلي         | معدل المشاهدة (بالملايين) |
| الموسم | الحلقات | الحلقات | الأول          | الأخير         | معدل المشاهدة (بالملايين) |
| ------ | ------- | ------- | -------------- | -------------- | ------------------------- |
| 1      | 10      | 10      | 3 يونيو 2018   | 5 أغسطس 2018   | 0.603                     |
| 2      | 10      | 10      | 11 أغسطس 2019  | 13 أكتوبر 2019 | 0.597                     |
| 3      | 9       | 9       | 17 أكتوبر 2021 | 12 ديسمبر 2021 | 0.553                     |
| 4      | 10      | 10      | 26 مارس 2023   | 28 مايو 2023   | 0.705                     |

## رأي النقاد
يضم مسلسل الخلافة أربعة مواسم الموسم الأول يتكون من 10 حلقات طول الحلقة الأولى هو ساعة وخمسة دقائق وباقي الحلقات يتراوح طولها من ساعة ودقيقتين إلى ساعة وستة دقائق، ويضم الموسم الثاني 10 حلقات أيضاً يتراوح طولها من ساعة ودقيقتين إلى ساعة وأربعة عشر دقيقة، في حين يضم الموسم الثالث 9 حلقات تتراوح مدتها من ثمانية وخمسون دقيقة إلى ساعة وستة دقائق، والموسم الرابع والأخير 10 حلقات تتراوح مدتها من ثمانية وخمسون دقيقة إلى ساعة وثمانية وعشرون دقيقة. 
حصل المسلسل على تقييم 8.8 من 10 على موقع IMDB، وحصلت الحلقة الثالثة من الموسم الرابع بعنوان "زواج كونور" على تقييم 9.9، كما يتواجد المسلسل ضمن قائمة أفضل 60 مسلسل في التاريخ للموقع. 
| الموسم | الموسم | رأي النقاد       | رأي النقاد     |
| الموسم | الموسم | روتن توميتوز     | ميتاكريتيك     |
| ------ | ------ | ---------------- | -------------- |
|        | 1      | 88% (87 مراجعة)  | 70 (29 مراجعة) |
|        | 2      | 97% (236 مراجعة) | 89 (19 مراجعة) |
|        | 3      | 97% (141 مراجعة) | 92 (31 مراجعة) |
|        | 4      | 98% (177 مراجعة) | 92 (30 مراجعة) |

## الجوائز
- أفضل عمل درامي في الدورة 74 لـ جوائز إيمي 2024.[16]

## روابط خارجية
- الموقع الرسمي
- الخلافة  في قاعدة بيانات الأفلام على الإنترنت (بالإنجليزية)